# كريس ليبن
كريستيان سايروس ليبن (بالإنجليزية: Christian Cyrus Leben؛ مواليد 21 يوليو 1980) هو مُقاتل فنون قتالية مختلطة أمريكي سابق.

## وصلات خارجية
- كريس ليبن على موقع بوكس ريك (الإنجليزية) (registration required)
- كريس ليبن على موقع شيردوغ (الإنجليزية)
- كريس ليبن على موقع IMDb (الإنجليزية)
- كريس ليبن على موقع قاعدة بيانات الفيلم (الإنجليزية)